# Kundriútxenski
Kundriútxenski (en rus: Кундрюченский) és un poble (un khútor) de l'óblast de Rostov, a Rússia, segons el cens del 2010 tenia 375 habitants, pertany al municipi de Bistrianski.